# Крымские сонеты
«Крымские сонеты» (пол. Sonety krymskie) — цикл из 18 стихотворений, написанный польским поэтом Адамом Мицкевичем под впечатлением от двухмесячного путешествия по Крыму. Был впервые опубликован в 1826 году в составе авторского сборника «Сонеты».

## Историческая основа
В октябре 1823 года поэт попал в заключение за участие в тайных политических союзах. Через год ему был вынесен приговор: высылка из Польши в Россию, где он провёл 4,5 года своей жизни. В это время он жил в Петербурге, Одессе, Москве — центрах культурной и духовной жизни России. Именно эти годы и стали периодом расцвета его таланта и принесли Мицкевичу мировую славу. В Петербурге Мицкевич быстро нашёл общий язык с декабристами, которые увидели в нём своего единомышленника. В июле 1825 года поэт совершил путешествие в Крым. Он был поражён местными красотами: контрастом моря и гор, удивительной флорой и фауной и загадочной атмосферой юга. Под влиянием увиденного поэт решает написать сборник «Крымские сонеты».

## Содержание сонетов
В цикл «Крымские сонеты» входит 18 стихотворений. Главным героем «Крымских сонетов» является путешественник. Буйная природа Крыма — это фон его размышлений, сообщница его тревожных снов, источник вожделенного душевного равновесия.
Цикл вызвал неоднозначные отзывы современников, особенно поляков. Поэта упрекали, что в его произведениях слишком много экзотики: «Всё это, возможно, крымское, турецкое, татарское, но не польское… Наперекор хорошему вкусу и уму, Мицкевич несёт что-то непонятное, дикое, давая мешанину из слов непонятного языка», — писал один из его соотечественников. Подобная реакция не стала для Мицкевича неожиданной. «Сентиментальные дамы осудили меня за слишком земные чувства, салоны — за выражения в стиле горничных, ученые-классики — за татарщину, языковеды — за ошибки» — написал он в одном из писем.
«Крымские сонеты», для которых поэт избрал форму итальянских сонетов, впервые были напечатаны в декабре 1826 года в Москве. Через несколько месяцев появился перевод на русский язык, который дал возможность переводчику назвать Мицкевича олицетворением литературной славы и сравнить некоторые его сонеты «с лучшими стихами Байрона».
Эпиграфом к «Крымским сонетам» Адам Мицкевич выбрал слова немецкого поэта Гёте: «Кто хочет понять поэта, тот должен отправиться в его страну». Эти слова стали прямым намёком на патриотическую символику цикла.
«Крымские сонеты» предстают своеобразным поэтическим дневником лирического героя и самого Мицкевича, страницы которого наполнены воспоминаниями о родных Литве и Польше. Путешествия по Крыму, созерцание сказочной природы полуострова, встреча с былой славой некогда могущественного Крымского ханства укрепили лирического героя. В последних сонетах повествования это уже не тот невежественный юноша, который начал путешествие по далёким экзотическим краям («Востоку в миниатюре») не зная, что его ждёт, а личность, которая стремится к активной жизни. Окрепнув не только физически, но и обогатившись духовно, — открыв красоту чужой земли — он научился ценить свою родную землю.
Основные мотивы «Крымских сонетов» Мицкевича — это одиночество человека, оторванного от родной земли, заброшенного на чужбину, тоска по родине — Литве, по любимым людям, с которыми он разлучён.
Сонеты очень мелодичные, глубоко лирические и романтические. В каждом из них ощутим дух Юга. Они являются своеобразным сокровенным дневником откровенного поэта.

## Лирический герой
Главным героем «Крымских сонетов» является «странник-изгнанник», который олицетворяет внутренний порыв автора к родной земле, от которой он был насильно оторван. Величественные горы, бурное море, сказочные крымские ландшафты, крымские ночи — это фон его размышлений. Природа в сонетах Мицкевича неразрывна с душой человека. Проводится параллель между морем и мыслями, между решительным духом и парусом. Своеобразная природа полуострова и места с исторической ценностью вдохновляли поэта на глубокие философские размышления.

## Сонеты
- Акерманские степи
- Морская тишина
- Правда
- Буря
- Вид гор из степей Козлова
- Бахчисарай
- Бахчисарай ночью
- Гробница Потоцкой
- Могилы гарема
- Байдары
- Алушта днём
- Алушта ночью
- Чатырдаг
- Пилигрим
- Дорога над пропастью в Чуфут-Кале
- Гора Кикинеис
- Руины замка в Балаклаве
- Аю-Даг

## Сонет «Буря»
За основу сонета «Буря» взяты автобиографические мотивы. Во время одного морского путешествия Мицкевич попал в шторм. Он был таким сильным, что все, потеряв надежду на спасение, ждали смерти. Чувства и переживания поэта стали основой этого сонета.
Невероятная сила бури подчёркивается чрезвычайно яркими метафорами: огромные волны вокруг — шумящие стены, «что вверх сносятся в безумной круговерти». Это естественное явление олицетворяет «жестокий гений смерти», что ступил на корабль и, как воин, идёт на приступ, сея вокруг отчаяние и ужас. По-разному ведут себя обречённые на гибель люди: «Полумёртвые там лежат; то руки он ломает, А тот товарищам прощания посылает, тот ревностно молится, чтобы гибели избежать».
Однако есть на корабле «одинокий чужак», который не подчинился общим настроениям, он как будто находится в стороне, наблюдая, что происходит вокруг, будто этот шторм вовсе его не касается. Он одинок среди группы людей, с которыми его не смогло объединить даже общее несчастье, побеждает бурю, веря в счастье для тех, кто не потерял надежды, «кто друзей имеет ещё, кто может ещё молиться».

## «Пилигрим»
В цикле «Крымские сонеты» стихотворение «Пилигрим» занимает особое место. Внутренний сюжет цикла развивается как путешествие лирического героя по Крыму. Однако он не просто путник, а пилигрим, то есть человек, путешествующий к святым местам. В стихотворении, которое строится как размышление лирического героя, читатели находят ответы на вопросы, которые волнуют пилигрима.
В сонете «Пилигрим» звучит мотив единства человека и природы. Окружающие пейзажи не только очаровывают лирического героя, но и напоминают о родной земле. «Страна роскоши» с её ясной голубизной и очаровательными лицами, сказочное урочище Байдары, которое завораживает всех пением, и прочие красоты заставляют ещё больше восхищаться природой края.